# Kościeniewicze (Polska)
Kościeniewicze – wieś w Polsce położona w województwie lubelskim, w powiecie bialskim, w gminie Piszczac. Przez miejscowość przepływa Lutnia, rzeka dorzecza Bugu, dopływ Zielawy.
| SIMC    | Nazwa                  | Rodzaj    |
| ------- | ---------------------- | --------- |
| 1022759 | Dziewulszczyzna        | część wsi |
| 1022825 | Kościeniewicze-Kolonia | część wsi |
| 1022883 | Lutnia                 | część wsi |
| 1022908 | Maciejówka             | część wsi |
| 1023010 | Podżar                 | część wsi |
| 1023210 | Zagościniec            | część wsi |

W latach 1809–1954 miejscowość była siedzibą gminy Kościeniewicze. W latach 1954–1968 wieś należała i była siedzibą władz gromady Kościeniewicze, po jej zniesieniu w gromadzie Piszczac. W latach 1975–1998 miejscowość administracyjnie należała do województwa bialskopodlaskiego. 
Wieś jest sołectwem w gminie Piszczac. Według Narodowego Spisu Powszechnego z roku 2011 wieś liczyła 352 mieszkańców i była szóstą co do wielkości miejscowością gminy.
W 1922 w Kościeniewiczach urodził się Bohdan Kosiński, zaś w 1944 – Bogdan Chazan.
Siedzibę w miejscowości ma erygowana w 1930 r. rzymskokatolicka parafia  pod wezwaniem NMP Królowej Polski. Funkcję kościoła parafialnego pełni dawna cerkiew unicka z  XVII w., następnie zamieniona na prawosławną. We wsi znajduje się również cmentarz parafialny.